# Neupetershain
Neupetershain település Németországban, azon belül Brandenburgban. Lakosainak száma 1233 fő (2023. december 31.).

## Népesség
A település népességének változása:
| Lakosok száma | 1196 | 1191 | 1223 | 1209 | 1233 |
|               | 2017 | 2019 | 2021 | 2022 | 2023 |